# Mumbly
Mumbly (The Mumbly Cartoon Show) est une série télévisée d'animation américaine en seize épisodes de 30 minutes divisée en segments de 6 minutes produite par les studios Hanna-Barbera et diffusée du 11 septembre au 18 décembre 1976 sur le réseau ABC.
En France, les segments des épisodes de la série ont été diffusés pour la première fois en septembre 1978 sur TF1 dans l'émission Les Visiteurs du mercredi. Elle a été rediffusée en 1982 sur TF1 dans Croque Vacances, à partir du 24 novembre 1990 sur France 2 dans Hanna Barbera Dingue Dong, sur Cartoon Network au début des années 2000 puis sur Boomerang en 2005

## Historique de la création
Mumbly, le chien détective, est une parodie de Columbo, le célèbre inspecteur de la série télévisée. Comme lui, Mumbly porte un imperméable, conduit une voiture-épave et enquiquine constamment le coupable. Quant au chef Chnock, le supérieur de Mumbly, il n'est autre que la caricature d'un autre célèbre inspecteur télévisé : Kojak.
Mumbly est souvent confondu avec Diabolo, le chien du dessin animé Les Fous du volant, qui riait sous cape exactement de la même manière (d'ailleurs Diabolo a eu son propre dessin animé : Diabolo le Magnifique). Les deux personnages se ressemblent comme deux gouttes d'eau, et pourtant ce sont bien deux personnages distincts, quoique joués par le même acteur, à l'instar de Pierre Richard dans de nombreux films.

## Synopsis
Mumbly, chien-détective, mène l'enquête sous les ordres du Chef Chnock, lequel ne semble pas féru de ce "drôle de cabot" qui rit souvent et d'une bien drôle de manière ! Cela n’arrête pas Mumbly : au volant de sa voiture-épave, il traque sans relâche et avec flegme, les bandits de tout acabit ....

## Fiche technique
- Titre original : The Mumbly Cartoon Show
- Titre français : Mumbly
- Réalisateur : Charles A. Nichols
- Scénaristes : Bill Ackerman, Larz Bourne, Tom Dagenais, Alan Dinehart, Don Jurwich, Joel Kane, Dick Kinney, Frank Ridgeway
- Dessinateur :
- Production : Joseph Barbera, William Hanna, Alex Lovy
- Sociétés de production : Hanna-Barbera Productions
- Musique : Hoyt S. Curtin
- Pays d'origine : États-Unis
- Langue : anglais
- Nombre d'épisodes : 16
- Durée : 30 minutes (1 saison)
- Dates de première diffusion : 
  -  États-Unis : 11 septembre 1976 sur ABC
  -  France : à partir de septembre 1978 sur TF1

## Distribution

### Voix françaises
- Roger Carel : Mumbly
- Francis Lax : Chef Chnock
- Gérard Hernandez : voix additionnelles

### Voix originales
- Don Messick : Mumbly
- John Stephenson : Lieutenant Schnooker (Chef Chnock en VF)

## Épisodes
1. Le Vainqueur a disparu (Fleetfeet vs. Flat Foot)
2. L'Appareil Miracle (The Great Car Heist)
3. Le Magicien (The Magical Madcap Caper)
4. La Grande Évasion (The Big Breakout)
5. Le Retour dse Bing Bong (The Return of Bing Bong)
6. Que le Meilleur Gagne (The SuperDooper Super Cop)
7. Le Grand Défi (The Big Ox Bust)
8. L'Artiste (The Great Graffiti Gambit)
9. Le Médaillon (Taking Stock)
10. Nettoyez la Ville (The Littermugg)
11. Le Baron Pourpre (The Perils of the Purple Baron)
12. Le Fantôme du Navire (The Fatbeard the Pirate Fracas)
13. L'Admirable Homme des Neige (The Big Show Foot Snow Job)
14. La Chasse (Sherlock's Badder Budder)
15. Le Vaisseau de L'Espace (The UFO's a No-No)
16. Cache-Cache (Hyde and Seek)

## Autour de la série
- Il y a eu trois titres français pour ce dessin animé : Les Aventures de Mumbly, Mumbly et Inspecteur Mumbly.
- Les deux premiers génériques français reprenaient la version instrumentale du générique original, lequel était chanté. Il était en effet d’usage en France dans les années 1970-1980 de ne conserver que la version instrumentale originale, ou bien de traduire la chanson en français.

## Produits dérivés (France)

### BD / Revues
- Mumbly a paru dans le magazine illustré Télé BD mensuel.